# سيرجيو ريفيرو (لاعب كرة قدم)
سيرجيو ريفيرو (بالإسبانية: Sergio Rivero)‏ هو لاعب كرة قدم بوليفي في مركز الدفاع، ولد في 6 ديسمبر 1963 في سانتا كروز دي لا سييرا في بوليفيا. شارك مع منتخب بوليفيا لكرة القدم. أما مع النوادي، فقد لعب مع نادي ريال سانتا كروز.

## وصلات خارجية
- سيرجيو ريفيرو على موقع الاتحاد الدولي (مؤرشف)  (الإنجليزية)
- سيرجيو ريفيرو على موقع قاعدة بيانات كرة القدم.إي يو (الإنجليزية)
- سيرجيو ريفيرو على موقع ناشيونال فوتبول تيمز (الإنجليزية)
- سيرجيو ريفيرو على موقع Soccerway.com (الإنجليزية)